# Назъбеноосечен стоидвадесетоклетъчник
Назъбеноосеченият стоидвадесетоклетъчник е еднообразен изпъкнал многоклетъчник. Броят клетки е 2640. Той има 120 осечени додекеаедъра, 720 десетоъгълни призми, 1200 триъгълни призми и 600 кубоктаедъра. Той има 7200 върха, 18000 ръба и 13440 стени (4800 триъгълника, 7200 квадрата и 1440 десетоъгълника). Връхната фигура е неправилна правоъгълна пирамида.